# Stefan Ruland

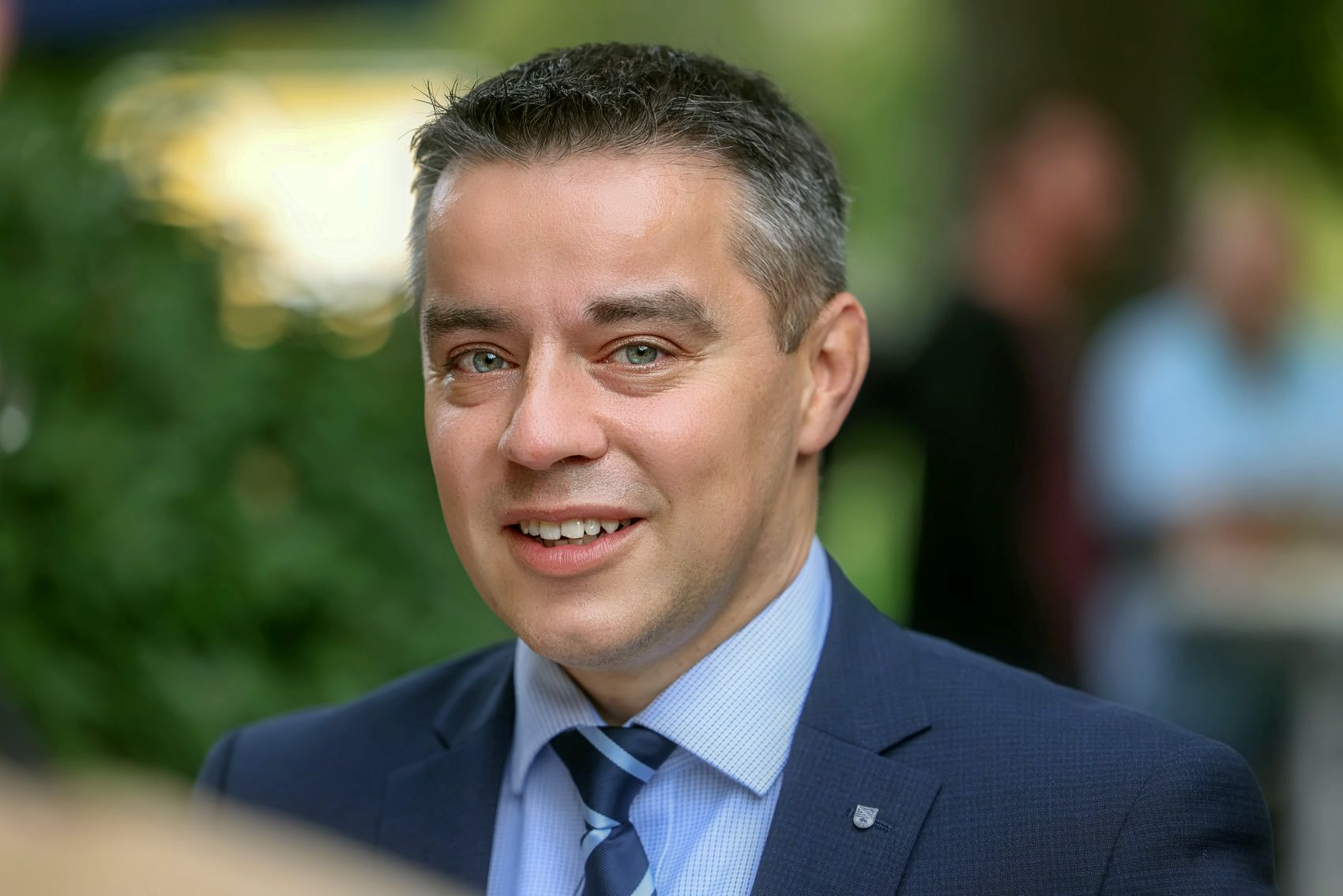
Stefan Ruland, September 2021

Stefan Ruland (* 26. Oktober 1980 in Schönebeck (Elbe)) ist ein deutscher Politiker (CDU). Seit 2021 gehört er dem Landtag von Sachsen-Anhalt an.

## Leben
Stefan Ruland besuchte die Sekundarschule G. E. Lessing in Calbe bis zum erweiterten Realschulabschluss 1997. Anschließend absolvierte er eine Ausbildung zum Bankkaufmann, an die er von 2003 bis 2006 ein Studium der Betriebswirtschaftslehre an der damaligen Ostdeutschen Sparkassenakademie in Potsdam anschloss. Im Jahr 2000 leistete er seinen Grundwehrdienst beim Schweren Pionierbataillon 703 in Dessau.
Seit 2019 ist Ruland Aufsichtsratsvorsitzender der Stadtwerke Bernburg GmbH und Mitglied im Aufsichtsrat der Bernburger Freizeit GmbH. Er ist verheiratet und hat zwei Kinder.

## Partei und Politik
Ruland trat 1999 in die CDU ein und ist seit 2015 deren Vorsitzender im Stadtverband Bernburg.
Seit 2014 vertritt er seine Partei im Stadtrat von Bernburg, seit 2019 als Fraktionsvorsitzender.
Bei der Landtagswahl in Sachsen-Anhalt 2021 kandidierte er für das Direktmandat im Wahlkreis Bernburg und auf Platz 37 der Landesliste der CDU. Er gewann das Direktmandat mit 34,7 % der Erststimmen.
In der achten Wahlperiode des Landtages war er von September 2021 bis März 2022 Mitglied im Ausschuss für Petitionen und ist seit Oktober 2021 Mitglied im Ausschuss für Finanzen. Bei der Neuwahl des Fraktionsvorstandes der CDU-Fraktion im August 2022 wurde Ruland zum finanzpolitischen Sprecher seiner Fraktion gewählt. In dieser Funktion ist er seither auch Mitglied im Unterausschuss Rechnungsprüfung des Landtages von Sachsen-Anhalt.